# 葆康
葆 康（ほ こう、中国語: 葆康; 拼音: Bǎo Kāng; ウェード式: Pao K'ang）は中華民国・満州国の政治家。別号は鏡泉。

## 事績
1914年（民国3年）に東三省講武堂を卒業後、東三省兵工廠副官から昇進していく。1927年（民国16年）8月24日に陸軍軍需監兼軍需総監銜に任命されるなど、軍需関係庁の「最高首脳者」として旧奉天派内で重きをなしたとされる。1931年（民国20年）3月、張学良から東省特別区政務庁庁長に任命された。これら以外にも、奉天督軍公署軍務科長、東省特別区行政長官公署高等顧問等を歴任したとされる。
1932年（大同元年）3月9日に満州国が正式に建国されると、翌10日に葆康は民政部次長に任命され、総長の臧式毅を支えた。1934年（康徳元年）12月1日、臧が兼務していた奉天省長に葆康が後任として充てられた。1938年（康徳5年）7月、奉天省長を退任、金栄桂が後任となった。同年中に満州興業銀行副総裁に転じ、翌1939年（康徳6年）2月23日には生活必需品会社取締役社長も兼任している。
興銀副総裁在任中の1943年（康徳10年）に脳溢血で倒れ、翌1944年（康徳11年）1月1日、新京特別市にて死去。

## 注
1. 1 2  「葆興銀副総裁」『満洲日日新聞』康徳11年（1944年）1月5日、3面より。光緒18年であれば、西暦は1892年か1893年のいずれかとなる。しかし同記事は「享年51」としているため、1892年と1893年のいずれでも、数え年では享年51とはならない（ただし、享年が満年齢だとしたら1893年で合う）。この他、「新省長と総務庁長 その一」『満州日報』康徳元年（1934年）11月20日では、葆康が「光緒十一年七月生れだから本年四十六歳」と報じている。しかし「光緒十一年（1885年）7月」が正しいのであれば数え年で「本年50歳」でなければならず、「本年46歳」が正しいのであれば「光緒15年（1889年）」でなければならない。
2. 1 2 3 4  「葆興銀副総裁」『満洲日日新聞』康徳11年（1944年）1月5日、3面。
3. ↑  『政府公報』第4054号、1927年（民国16年）8月5日、2頁。
4. 1 2  「新省長と総務庁長 その一」『満洲日報』康徳元年（1934年）11月20日。
5. ↑  劉国銘主編（2005）、2260頁。
6. ↑  「満州政府の閣員 昨日正式に発表」『東京朝日新聞』昭和7年（1932年）3月11日。
7. ↑  劉寿林ほか編（1995）、1188頁。
8. ↑  「必需品会社設立過程とその推移への一考察【三】・【四】」『満洲日日新聞』康徳6年（1939年）6月16･17日。